# Mona Khalil

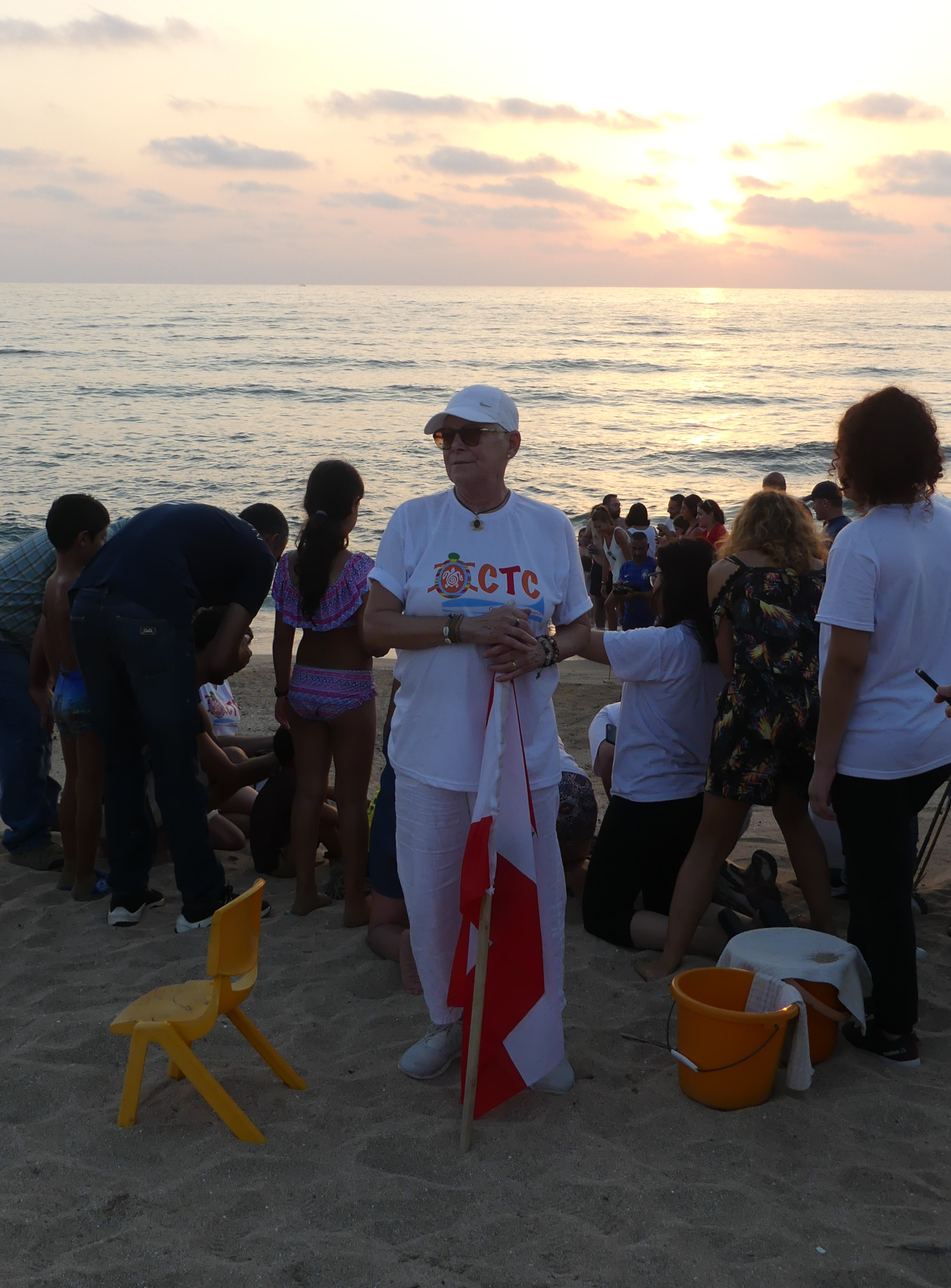
Mona Khalil (2019)

Mona al-Khalil (* 2. August 1949 in Lagos) ist eine libanesische Umweltschutz-Aktivistin, die sich seit 2000 für die Bewahrung der letzten Eiablagestrände bedrohter Meeresschildkröten im Südlibanon einsetzt.

## Leben und Wirken

### Frühe Lebensjahre in Nigeria und im Libanon
Khalil wurde in Nigeria geboren, als das westafrikanische Land noch als „Kronkolonie und Protektorat“ unter britischer Kolonialherrschaft stand. Sie verbrachte dort die frühen Jahre ihrer Kindheit. Ihre Eltern gehörten der libanesischen Diaspora an und hatten über ihre Herkunft aus dem südlibanesischen Dschabal ʿAmil einen schiitischen Hintergrund. Viele Familien waren aus der Region nach Westafrika ausgewandert. Damit entflohen sie der Massenarmut, welche die systematische Diskriminierung der Schiiten durch die Herrscher des Omanischen Reiches bewirkte, zwischen dem Ende des 19. Jahrhunderts und den 1920er Jahren, als die fünf osmanischen Provinzen des heutigen Libanons durch das Völkerbundmandat für Syrien und Libanon unter Kontrolle Frankreichs kamen.
In einem Oral-History-Gespräch von 2017 bezeichnete Khalil ihre Mutter als eine Society-Dame, die sich wenig um ihre Kinder kümmerte. Stattdessen habe sie eine sehr enge Verbindung zu ihrem Kindermädchen aufgebaut, eine tiefe Liebe zur Natur entwickelt und fühle sich daher in ihrer Identität mehr nigerianisch als libanesisch.

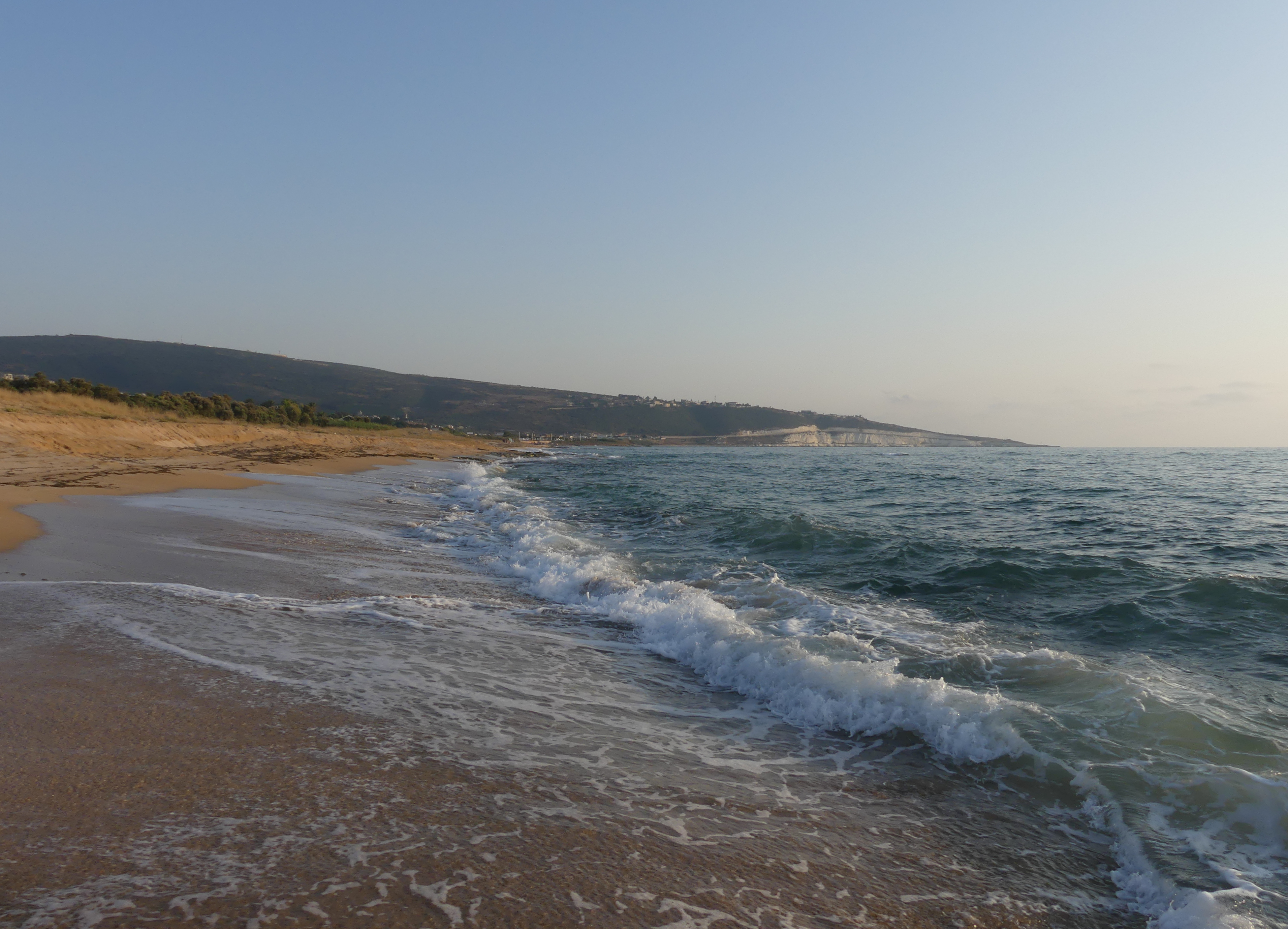
Der Strand von Mansouri im Jahr 2019 mit Blick auf die "Leiter von Tyros"

Aus diesen Gründen habe sie schwer gelitten, als sie im Alter von sieben Jahren mit ihrer kleinen Schwester in den Libanon ziehen musste. Vor allem die Trennung von ihrem Kindermädchen habe sie schwer getroffen. In der libanesischen Hauptstadt besuchte sie die US-amerikanische Beirut Evangelical School for Girls und fühlte sich dort diskriminiert, weil sie als Muttersprache nigerianisches Englisch und kaum Arabisch sprach. Im Gegensatz dazu verbrachte Khalil nach eigenen Angaben glückliche Kindheitstage an Wochenenden und während der Ferien auf einer Farm ihrer Familie im Küstenort Mansouri, rund 95 km südlich von Beirut und nur wenige Kilometer südlich der antiken Hafenstadt Tyros. In dieser Gegend lebten damals vor allem palästinensische Familien, die infolge der Nakba von 1948 dorthin geflohen waren.
Nach eigenen Angaben heiratete Khalil im Alter von 21 Jahren unter dem Druck ihrer Familie, die gewollt habe, dass sie ein bürgerliches Leben führte.

### Exil in den Niederlanden
Kurz nach dem Beginn des Libanesischen Bürgerkrieges im Jahr 1975 flüchtete Khalil aus dem Libanon, nach ihren Worten wegen eines „Zwischenfalls“. Sie fand Zuflucht in den Niederlanden, wo sie in einem Museum als Porzellan-Restauratorin arbeitete. Während ihrer Zeit in Europa erlangte Khalil auch die britische Staatsangehörigkeit, da sie in Nigeria geboren wurde, als das Land noch unter britischer Kolonialherrschaft stand.

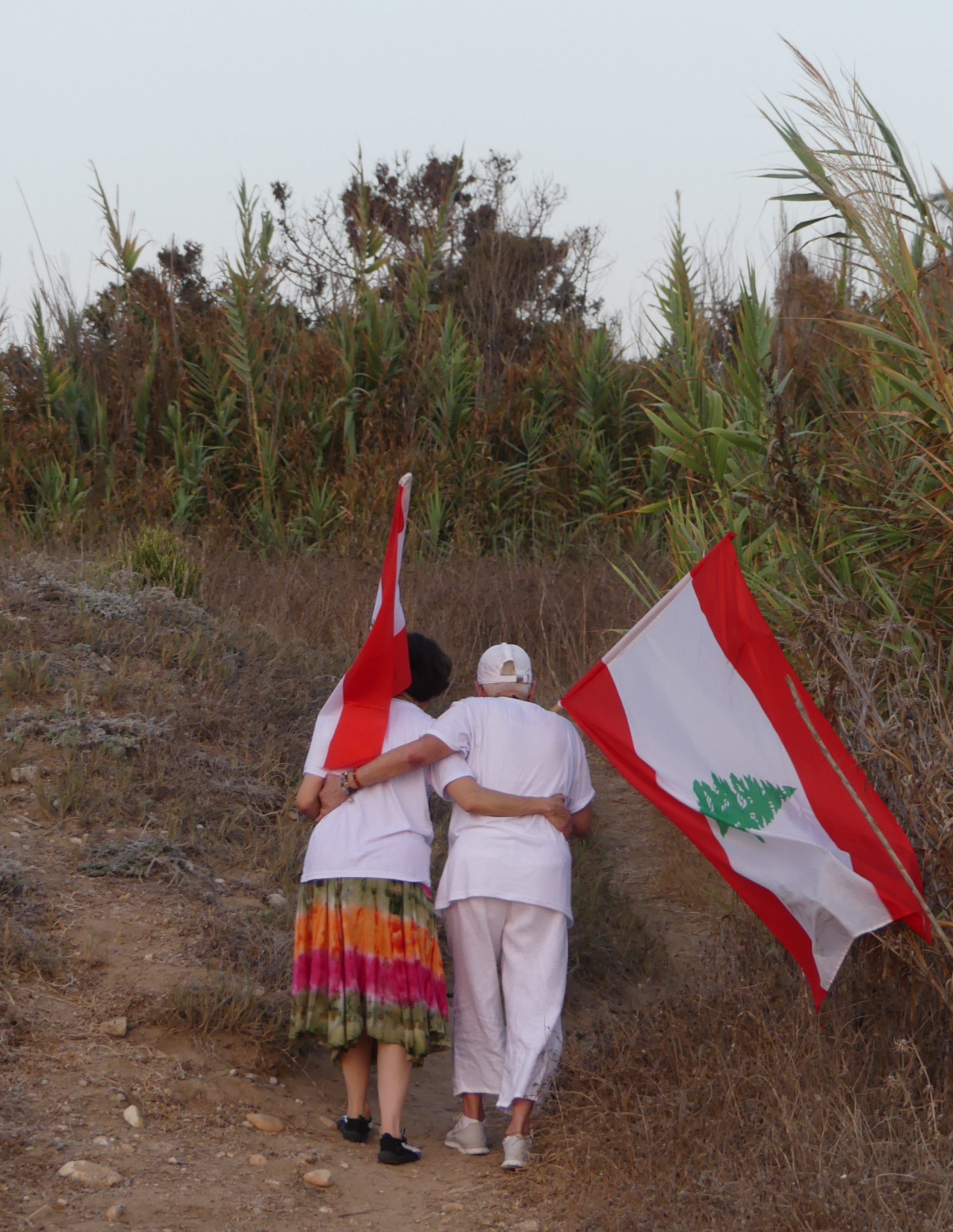
Khalil (rechts) und ihre langjährige Partnerin Habiba Fayed im Jahr 2019 nach der Freilassung von Jungtieren.

Im Jahr 1982 kam ihr einziges Kind an der Küste der griechischen Insel Korfu ums Leben. Der Junge, der im Grundschulalter war, wurde beim Schnorcheln und Tauchen nach Seesternen von einem Sportmotorboot überfahren, dessen Steuermann betrunken gewesen sei, und tödlich verletzt. In HIMA – einem Dokumentarfilm von Giulia Franchi – beschreibt Khalil ihr Trauma als einen Wendepunkt in ihrem Leben:
 « Du hast keine Wahl: entweder bist Du Du selbst und lebst Dein Leben oder Du bringst Dich um und setzt damit ein Ende. Deshalb ist meine Denkweise eine ganz andere als die Denkweise meiner Familie. Sie wollten alle, dass ich jemand bin, der ich nicht bin. Ich war verheiratet und hatte ein Kind, habe lange den Mund gehalten, bis ich ihn verloren habe. Als ich ihn verloren habe... das war's. Ich bin aufgewacht. »
Sie habe in den Niederlanden intensive psychiatrische und psychotherapeutische Behandlungen erhalten, die ihr Leben gerettet hätten. Zur gleichen Zeit habe sie sich geschworen, nur noch Dinge in ihrem Leben zu machen, die ihr Freude bringen. Sie trennte sich von ihrem Ehemann und entwickelte den Traum, nach Mansouri zurückzukehren, an den Ort ihrer glücklichen Kindheitstage. In der Zwischenzeit erbten Khalil und ihre Geschwister von ihrer Großmutter die Familienfarm am Strand von Mansouri, die seit dem Einmarsch der Israelischen Verteidigungsstreitkräfte im Libanonkrieg 1982 brach lag.

### Rückkehr in den Libanon
Im Jahr 1999, nach einem Vierteljahrhundert im Exil, kehrte Khalil erstmals in den Libanon zurück, um das Heimatland ihrer Familie zu besuchen. Mit einer Freundin fuhr sie dabei auch zum Anwesen in Mansouri, das sich damals noch in unmittelbarer Nähe der von Israel besetzten Zone befand. Am Strand beobachteten die beiden Frauen eine Grüne Meeresschildkröte, die dort gerade ihre Eier ablegte. Als Khalil erfuhr, dass dieser Küstenabschnitt einer der letzten Eiablagestrände des Libanons für diese weltweit stark gefährdete Spezies wie auch für die kaum weniger bedrohte Unechte Karettschildkröte war, beschloss Khalil, sich fortan für den Schutz der Tiere und ihres Lebensraums zu engagieren.

Am Anfang des Jahres 2000 zog Khalil dauerhaft von den Niederlanden nach Mansouri. Nur drei Monate später zogen sich die israelische Armee und die mit ihr verbündete Miliz der Südlibanesischen Armee aus der Zone zurück. Khalil bezeichnet es als eine Ironie der Geschichte, dass die Natur der Gegend durch die israelische Okkupation fast zwei Jahrzehnte lang unberührt und damit geschützt blieb. Zusammen mit ihrer Freundin Habiba Fayed, die ihre Leidenschaft für den Umweltschutz teilt, eröffnete sie in dem Haus, das Khalils Großvater in den 1970er Jahren hatte errichten lassen, ein Bed and Breakfast, um über Ökotourismus ihre Naturschutz-Aktivitäten zu finanzieren. Sie strichen die Fassaden des Gebäudes orange an, um den Niederlanden für die Khalil gebotene Zuflucht ihre Ehre zu erweisen. In einem Interview mit der libanesischen Zeitung The Daily Star betonte Khalil überdies, dass ihr "Orange House" auch die gesellschaftspolitische Gleichstellung mit den Niederlanden teile:
« Die Leute kommen hierhin, weil es ein sehr privater Ort ist. Niemand urteilt über sie, solange sie die Natur respektieren. Homosexuelle, Lesben, was auch immer – niemand wird hier über sie urteilen. »
Drei Jahre lang wurden Khalil und Fayed von Fachleuten der NGO Mediterranean Association to Save the Sea Turtles (MEDASSET), die ihren Sitz in Athen hat, fortgebildet, um ein systematisches Beobachtungsprogramm aufzubauen, Daten zu sammeln und die Nester der Schildkröten zu schützen. Eine Hauptaufgabe für Khalil, Fayed, ihre Gäste und Freiwillige besteht seither darin, den Strand sauber zu halten, insbesondere mit Blick auf angespülten Plastikmüll. Anfangs stammten viele solcher Verschmutzungen offenbar von dem nahen Hauptquartier der Beobachtermission der Vereinten Nationen im Libanon (UNIFIL). Das Problem konnte jedoch in Zusammenarbeit mit den UN-Blauhelmen gelöst werden.
Das größere Problem stellten die Verhaltensweisen mancher Einheimischer dar, die keine Rücksicht auf die Natur nahmen, wenn sie am Strand Partys feierten, ihren Abfall nicht mitnahmen und teilweise sogar Eier oder Jungtiere entwendeten, um diese zu verkaufen. Noch größeren Schaden richteten Fischer an, die mit engen Maschennetzen, Dynamit oder Gift Fische fangen wollten. Khalil stieß bei ihren Bemühungen, sie davon abzuhalten, auf heftigen Widerstand bis hin zu gewalttätigen Anfeindungen. Nach ihren Angaben gab es Versuche, ihr Haus in Brand zu setzen. Außerdem sei auf sie geschossen worden. Dennoch gelang es Khalil und ihren Mitstreitern innerhalb weniger Jahre, diese zerstörerischen Praktiken zu stoppen.
All diese Bemühungen schienen indes im Jahr 2006 zunichtegemacht zu werden, als der „Julikrieg“ zwischen der Hisbollah-Miliz und Israel ausbrach. Khalil und Fayed blieben während der ersten drei Tage des Konflikts auf der Farm und brachten Hisbollah-Kämpfer dazu, den Strand zu verlassen, um nicht das Feuer auf die Nistplätze zu ziehen. Als allerdings ein israelischer Luftschlag das Haus eines Nachbarn zerstörte, brachten sie sich in Sicherheit und kehrten erst nach dem Inkrafttreten einer von den Vereinten Nationen vermittelten Waffenruhe Mitte August zurück. Zwei Zimmer des Orange House waren durch israelischen Beschuss zerstört, aber glücklicherweise blieb der Strand von der Ölpest im östlichen Mittelmeer 2006 verschont, welche auf die Zerstörung des Elektrizitätswerks in Dschije durch israelische Bombardierungen folgte. Khalil schreibt, dass in jenem Jahr trotz des Krieges rund 5.000 Jungtiere aus siebzig Nestern der Unechten Karettschildkröte und neun Nestern der Grünen Meeresschildkröte ihren Weg ins Mittelmeer fanden. Es sei in diesem Sinne das beste Jahr seit dem Start des Projekts gewesen, weil der Krieg die Menschen vom Strand ferngehalten habe.

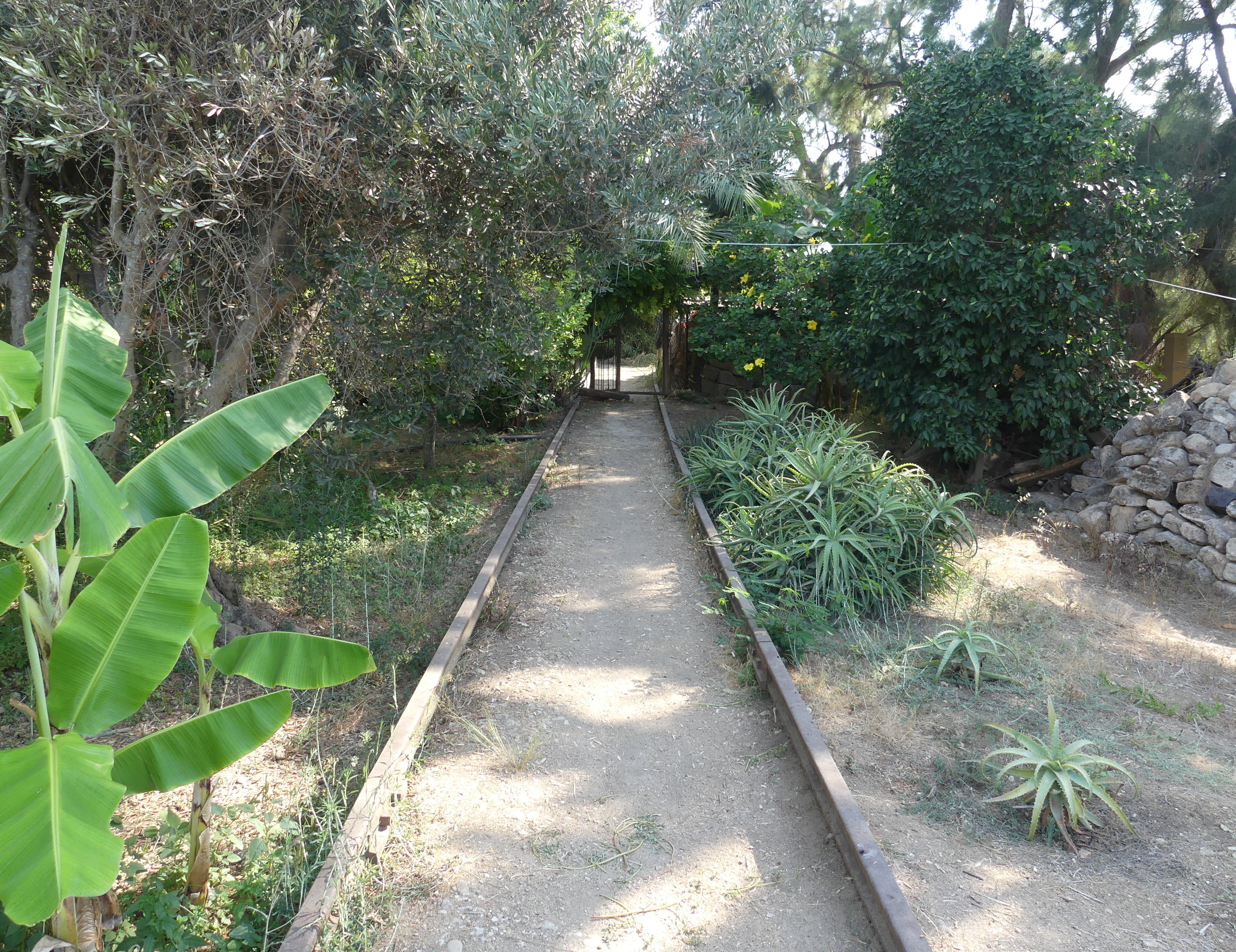
Die alten Schienen am Eingang zum Orange House.

Im Jahr 2008 erkannte die Gemeinde von Mansouri den 1,4 km langen Sandstrand wegen seiner natürlichen Vielfalt und insbesondere wegen seiner Bedeutung als Nistplatz für Meeresschildkröten offiziell als hima an, als kommunale Schutzzone. Und 2015 wurde überdies klar, dass es sich um eine historische Stätte handelt, als ein Wintersturm ein Mosaik sowie Keramik und Glasartefakte freispülte. Dennoch ist das hima neuen Gefährdungen ausgesetzt, seit 2017 am südlich benachbarten Strandabschnitt die Bauarbeiten für ein Luxusressort begannen. Die Bedrohung besteht dabei vor allem in Abwässer, Lichtverschmutzung und Lärm, welche die empfindlichen Meeresschildkröten abschrecken.
Khalils Proteste gegen dieses Projekt lösten offenbar Schikanen durch staatliche Stellen aus. So verlangten diese im Jahr 2019 eine Strafgebühr von ihr dafür, dass sie mit ihrem Auto die öffentliche Eisenbahnlinie auf ihrem Grundstück überquere bzw. mit ihrem Projekt die Bahnstrecke blockiere. Die Schienen werden indes seit 1975 schon nicht mehr genutzt.
Während der COVID-19-Pandemie war der Strand von Mansouri menschenverlassen und das benachbarte Luxusressort blieb geschlossen, woraufhin Khalil und ihr Team die Rekordzahl von zwanzig Nestern der besonders bedrohten Grünen Meeresschildkröte zählten.

Im Interview mit The Daily Star stellte Khalil klar, dass sie unter allen Umständen in ihrem Projekt verbleiben will:
« Dieser Ort ist für mich das Paradies auf Erden. Es gibt kein anderes Paradies, das ist es. »